# Paruline de Lucy
Leiothlypis luciae
Espèce
Statut de conservation UICN

 LC  : Préoccupation mineure
La Paruline de Lucy (Leiothlypis luciae) est une espèce de passereaux de la famille des Parulidae.

## Synonymes
- Oreothlypis luciae
- Vermivora luciae
- Helminthophaga luciae (protonyme)

## Répartition

zone de nidification
zone de nidification et d'hivernage
zone d'hivernage